# Francis Kahata
Francis Kahata   (Ruiru, 7 de juny de 1991) és un exfutbolista kenyià de la dècada de 2010.
Fou internacional amb la selecció de futbol de Kenya. Pel que fa a clubs, destacà a Thika United, KF Tirana i Gor Mahia.